# Rhabdotis intermedia
Rhabdotis intermedia är en skalbaggsart som beskrevs av Hermann Burmeister 1842. Rhabdotis intermedia ingår i släktet Rhabdotis och familjen Cetoniidae. Utöver nominatformen finns också underarten R. i. grandioris.